# Neuhaus am Rennweg
Neuhaus am Rennweg est une ville allemande de Thuringe, dans l'arrondissement de Sonneberg.

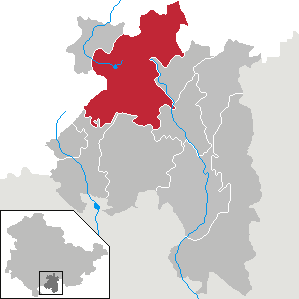
Situation de Neuhaus (en rouge) dans l'arrondissement de Sonneberg

## Quartiers
- Neuhaus am Rennweg
- Steinheid
- Limbach
- Neumannsgrund
- Scheibe-Alsbach
- Siegmundsburg

## Histoire
Neuhaus (en français, maison neuve) a été fondée autour d'un relais de chasse des comtes de Schwarzbourg-Rudolstadt bâti à la fin du XVIIe siècle. Le village faisait partie de la principauté du même nom. Il s'agrandit grâce à l'industrie du verre qui lui donne sa prospérité et d'autres manufactures, faisant de cette petite ville une ville ouvrière.
Aujourd'hui, elle appartient à l'État de Thuringe depuis 1920. Les villages voisins de Schmalenbuche (autrefois dans la principauté) et d'Igelshieb (autrefois dans le duché de Saxe-Meiningen) se sont adjoints à Neuhaus en 1923.
Cette ville plutôt ouvrière a élu un maire communiste en 1929. Le pasteur du lieu, Paul Friedrich, faisait partie de l'Église confessante et sera arrêté en 1935, sous prétexte d'avoir diffamé le NSDAP, et emprisonné par la suite. Il sera exclu de l'Église locale et son successeur arrêté lui-aussi.
Six cents travailleurs forcés, venus principalement de France et d'URSS, travaillent dans les différentes usines et manufactures de la ville pendant la Seconde Guerre mondiale. La partie est de la ville est entièrement détruite par les bombes américaines le 11 avril 1945 et des dizaines d'habitants meurent.
Pendant l'époque de la République démocratique allemande, Neuhaus était le chef-lieu du district de Neuhaus.

## Jumelage
- Dietzenbach (Allemagne) depuis 1990